# Parafia Przemienienia Pańskiego w Radzyminie
Parafia pw. Przemienienia Pańskiego w Radzyminie – parafia rzymskokatolicka należąca do dekanatu radzymińskiego, diecezji warszawsko-praskiej, metropolii warszawskiej Kościoła katolickiego.

## Historia
Parafia została erygowana dnia 5 lutego 1473 przez Kazimierz, biskupa płockiego i księcia mazowieckiego, będącego bratem księcia Konrada.
13 czerwca 1999 przybył do Radzymina papież Jan Paweł II i modlił się przy grobach bohaterów z 1920 roku.
Proboszczem parafii od 17 sierpnia 2016 jest ks. Stanisław Popis.

## Miejsca kultu
- Kolegiata Przemienienia Pańskiego w Radzyminie − kościół parafialny został zbudowany w latach 1779–1780 w stylu klasycystycznym, według projektu Jana Chrystiana Kamsetzera, rozbudowany w latach 1897–1919 o dwie boczne nawy i dwie wieże. Mieści się przy ulicy Polskiej Organizacji Wojskowej.
- Kaplica św. Franciszka z Asyżu w Rejentówce (Radzymin, ul. Piaskowa 2)
- Kaplica MB Częstochowskiej w DPS (Radzymin, ul. Konstytucji 3 Maja 7)